# Kasaragod (district)
Kasaragod is een district van de Indiase staat Kerala. Het district telt 1.203.342 inwoners (2001) en heeft een oppervlakte van 1992 km². Het is een agrarisch district en het noordelijkste van Kerala. Het is gevormd in 1984, als voormalig onderdeel van het district Kannur. Het district kent zeven ruim gesproken talen.

## Landbouw
De landbouw vormt het belangrijkste deel van de economie. De grond bestaat uit lateriet in de West-Ghats, zanderig in de kuststrook, en verweerd en gemengd lateriet in de heuvels ertussen. Diverse gewassen worden geteeld, waarbij bijna de helft van het oppervlak voor kokosnoot wordt gebruikt, en cashewnoten en rubber samen ook een kwart. De bossen in de West-Ghats worden gebruikt voor bosbouw met onder andere teak. Het Central Plantation Crops Research Institute is begonnen in 1916 in Kudlu vijf kilometer ten noorden van Kasaragod, en is sinds 1948 een federaal instituut. Het doet onderzoek naar de teelt van kokosnoot, betelnoot en cacao. Het heeft regionale kantoren in Kayamkulam in het district Alappuzha, Vittal in Karnataka, en Minicoy in de Laccadiven. Verdere onderzoekscentra zijn gevestigd in Kahikuchi in Assam, Kidu in Karnataka, en Mohitnagar in West-Bengalen.

## Natuur en toerisme

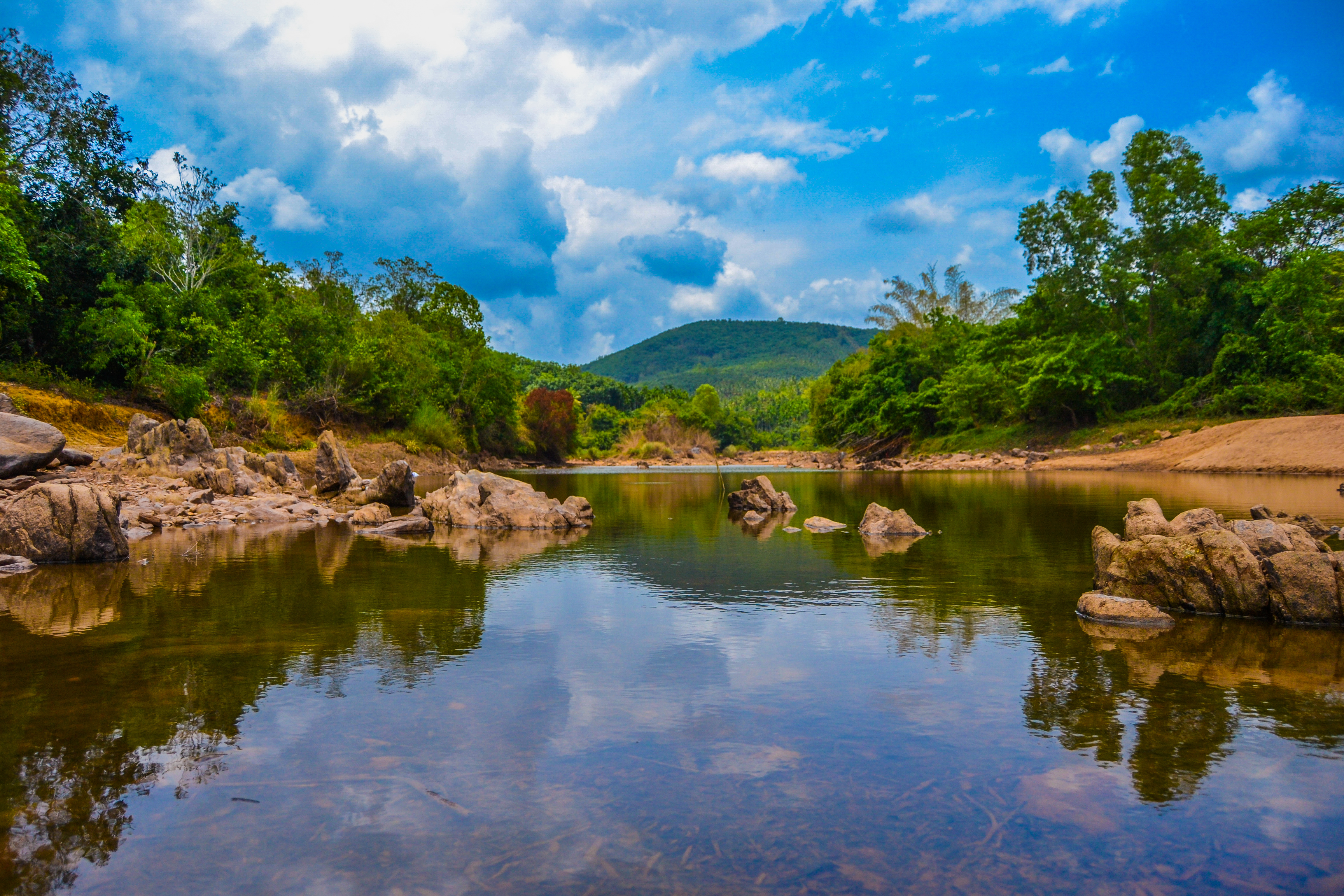
Beschermd bos bij de river de Chandragiri bij Kanathur

Kasaragod ligt tussen de West-Ghats en de zee. De kust bestaat uit lage kliffen met zandstrand ertussen. Tussen de kuststrook en de West-Ghats ligt het heuvelgebied met de rijstvelden en kokosnootplantages. Traditioneel waren er mangrovebossen bij de riviermondingen. Resten daarvan zijn er nog bij de mondingen van de rivieren de Chittari, Manjeshwar, Mogral, Uppala en Shiriya. Verder is er het regenwoud van de Kottancheri Hills 30 km ten noorden-oosten van Kanhangad.

## Forten
Het district heeft nog een aantal oude forten waarvan het Bekal Fort het bekendste is. Het is vermoedelijk gebouwd of verbouwd in 1650 door Shivappa Nayaka van het Keladi Nayaka koninkrijk. Het is nu eigendom van het  ministerie voor archeologie van de staat Kerala. Verder zijn er het Chandragiri Fort uit de 17de eeuw bij de monding van de rivier de Payaswini, ook vermoedelijk gebouwd door Shivappa Nayaka, het kleinere Povval Fort tien kilometer ten noorden van Kasaragod, het Hosdurg Fort bij Kanhangad gebouwd door Somashekara Nayak van het Ikkeri koninkrijk, de ruïnes van het Kottappuram Fort bij Kodungallur gebouwd door de Portugezen in 1523, en de ruïnes van een oud Nederlands fort in de Veeramala Hills bij Cheruvathur.